# Aeronor Chile
Aeronor Chile era una aerolínea chilena que prestaba servicios de transporte de pasajeros en el norte de Chile. Su sede estaba ubicada en Santiago de Chile.

## Historia

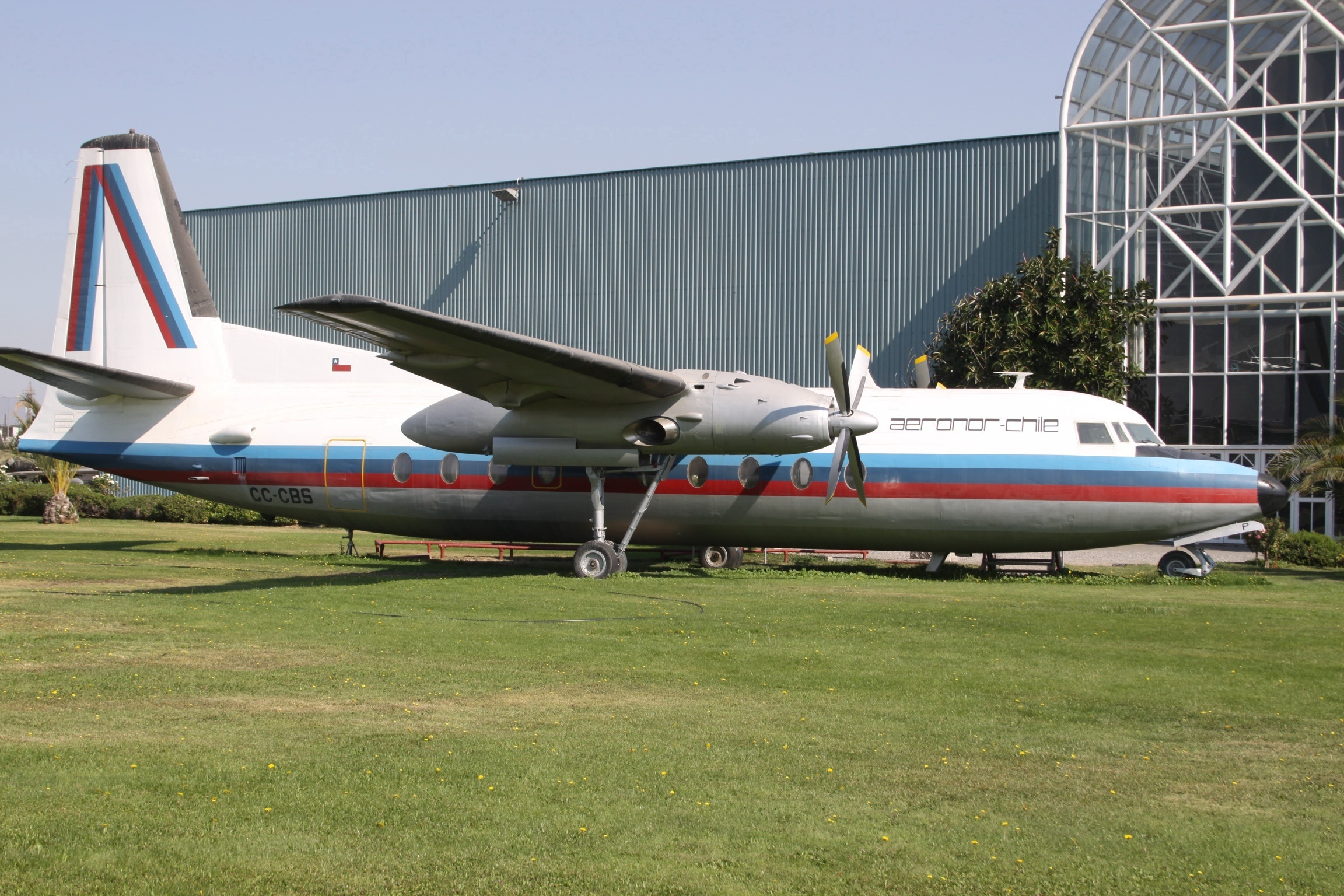
Fairchild F-27 de Aeronor en exhibición en el Museo Nacional Aeronáutico y del Espacio.

Aeronor fue fundada como Transportes Aéreos Norte-Sur y Cía. Ltda. el 30 de junio de 1976, siendo sus primeros accionistas Óscar Erlandsen Le Fort, Alberto Spoerer Covarrubias, Patricia Valenzuela Silverstein, Roberto Zúñiga Peñailillo y Eduardo Bonilla Menchaca. en Santiago de Chile, e inicialmente poseía una flota de 3 aviones Fairchild F-27. Comenzó sus operaciones de manera oficial bajo el nombre Aero Norte-Sur en febrero de 1978. En sus primeros años estaba encargado del envío hacia las ciudades del norte de algunos periódicos de circulación nacional debido a que el principal accionista era el Consorcio Periodístico de Chile (Copesa), aunque también ofrecía servicios de transporte de pasajeros. La creación de Aeronor ocurrió en momentos en que el transporte aéreo en Chile se liberalizaba mediante la creación de varias aerolíneas locales y regionales.
Hacia 1981 la flota de Aeronor se había incrementado a 6 aeronaves Fairchild F-27, mediante la compra de segunda mano a otras aerolíneas. De este total, dos aviones fueron destruidos por accidentes en 1979 y 1982, mientras que el tercero fue vendido a TAC, una aerolínea chilena de carácter regional. Para 1981, el presidente de Aeronor era Germán Picó Domínguez y su gerente general era Óscar Erlandsen.
La aerolínea cesó sus operaciones en 1986 debido a la fuerte competencia de otras líneas aéreas y el mal estado de su propia flota. Todas las aeronaves fueron vendidas, mientras que una se mantiene guardada en el ex-Aeródromo Los Cerrillos, y actualmente se exhibe en el Museo Nacional Aeronáutico y del Espacio.

## Destinos
- Chile
  - Arica - Aeropuerto Internacional Chacalluta
  - Iquique - Aeropuerto Cavancha
  - Antofagasta - Aeropuerto Internacional Cerro Moreno
  - El Salvador - Aeropuerto El Salvador Bajo
  - Calama - Aeropuerto Internacional El Loa
  - Copiapó - Aeródromo Chamonate
  - Vallenar - Aeródromo Vallenar
  - La Serena - Aeropuerto La Florida
  - Santiago de Chile - Aeropuerto Los Cerrillos

## Flota
Aeronor Chile operó en total 8 aeronaves en su historia:
- 3x Fairchild F-27A
- 3x Fairchild F-27J
- 1x Fairchild Swearingen Metroliner SA226
- 1x Piper PA-31 Navajo

## Accidentes
Aeronor tuvo participación directa en dos accidentes aéreos, en donde las aeronaves de la empresa sufrieron diversos daños:
- El 20 de abril de 1979, un vuelo de Aeronor se estrelló al caer en Playa Brava (cabezal sur de la pista de aterrizaje) en Iquique, luego de tratar de despegar del Aeropuerto Cavancha. Todos los pasajeros y miembros de la tripulación resultaron ilesos, pero la nave Fairchild F-27 fue dada de baja.[7]
- El 9 de diciembre de 1982, el Vuelo 304 de Aeronor, que realizaba una escala en el Aeropuerto La Florida de La Serena durante un viaje desde Santiago hasta Antofagasta sufrió un desperfecto que provocó el choque de la aeronave contra un campo cercano a la pista de aterrizaje. Fallecieron los 46 ocupantes de la nave Fairchild F-27, mientras que el aparato resultó completamente destruido.